# Sendling
Sendling, Stadtbezirk 6 Sendling – 6. okręg administracyjny Monachium, w Niemczech, w kraju związkowym Bawaria. W 2013 roku okręg zamieszkiwało 39 953 mieszkańców.